# Pittosporum senacia
Pittosporum senacia là một loài thực vật có hoa trong họ Pittosporaceae. Loài này được Putt. miêu tả khoa học đầu tiên năm 1839.